# Robert Williams III
Pour les articles homonymes, voir Robert Williams et Williams.
Robert Lee Williams III, né le 17 octobre 1997 à Shreveport en Louisiane, est un joueur américain de basket-ball évoluant au poste de pivot pour les Trail Blazers de Portland au sein de la National Basketball Association (NBA).

## Carrière

### Carrière universitaire
Robert Williams a étudié à la North Caddo High School à Vivian en Louisiane. En 2015, il rejoint l'université A&M du Texas et joue alors pour les Aggies du Texas. Pour son premier match à l’université, il marque 5 points et réalise 5 contres et 7 rebonds. Il est nommé SEC Defensive Player of the Year et obtient les honneurs de la Second Team All-SEC lors de sa première année universitaire, cumulant 11,9 points et 8,2 rebonds par match. Lors de sa seconde saison, son équipe est éliminée lors du tournoi de la NCAA 2018. 
En mars 2018, il annonce son inscription à la draft 2018 de la NBA.

### Carrière professionnelle
Robert Williams est drafté en 2018 en 27e position par les Celtics de Boston.

#### Celtics de Boston (2018-2023)
Il signe son contrat professionnel avec les Celtics le 5 juillet 2018. 
Il participe à la NBA Summer League 2018 avec les Celtics. Il fait ses débuts en NBA le 23 octobre 2018 lors de la défaite de son équipe face au Magic d'Orlando en jouant 4 minutes pour aucun point marqué. Le 2 novembre, il est envoyé en G League avec les Red Claws du Maine et il fait la navette entre les deux divisions entre novembre et décembre. Il participe aux playoffs NBA 2019 avec une élimination en demi-finale de conférence face aux Bucks de Milwaukee.
Il participe à la NBA Summer League 2019 avec sa franchise. Durant sa deuxième saison NBA, il joue peu car il est ralenti par les blessures et la concurrence à son poste est importante. De plus, l'arrêt de la saison régulière en mars 2020 en raison de la pandémie de Covid-19 et la reprise dans la bulle d'Orlando en juillet n'aide pas pour sa régularité. Il participe aux playoffs NBA 2020 avec une élimination en finale de la conférence face au Heat de Miami.
En août 2021, il prolonge son contrat pour quatre saisons supplémentaires, soit jusqu'en 2026, pour 54 millions de dollars avec les Celtics.

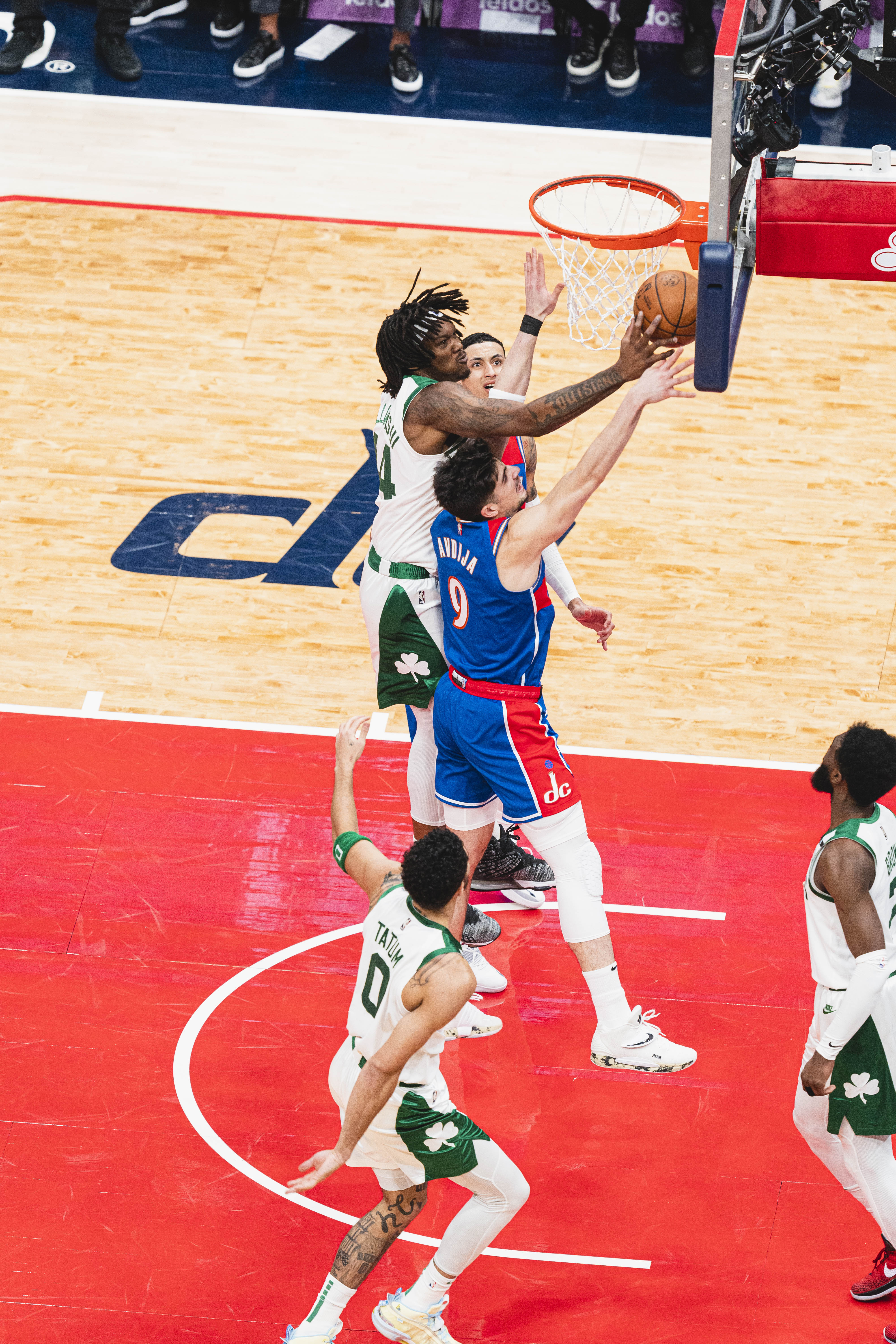
Williams avec les Boston Celtics contrant Deni Avdija en 2022.

Auteur d'une grosse saison 2021-2022, il se blesse (déchirure du ménisque) face au Timberwolves du Minnesota seulement quinze jours avant la fin de la saison régulière et il manque le début des Playoffs 2022. Lors du match 3 des Finales NBA, il prend 10 rebonds, fait 4 contres et 3 interceptions en 26 minutes pour une victoire finale des Celtics. Il joue l'intégralité des Finales alors qu'il est toujours blessé au genou. Finalement, les Celtics s'inclinent face aux Warriors de Golden State.
En raison de sa blessure au genou contractée lors des playoffs 2022, il manque tout le début de la saison 2022-2023. Il fait son retour sur les parquets le 16 décembre 2022 face au Magic d'Orlando. Le 10 janvier 2023, il retrouve sa place sur le 5 de départ face aux Bulls de Chicago. En mars 2023, il manque une dizaine de jours de compétition en raison d'une blessure au ischio-jambier.

#### Trail Blazers de Portland (depuis 2023)
En octobre 2023, il est transféré vers les Trail Blazers de Portland avec Malcolm Brogdon et deux premiers tours de draft en échange de Jrue Holiday. En novembre 2023, Williams se blesse au genou droit et subit une opération chirurgicale. Il manque le reste de la saison,.

## Palmarès

### Distinctions personnelles

#### NCAA
- 2 fois SEC Defensive Player of the Year en 2017 et 2018.
- Second-Team All-SEC en 2017.
- SEC All-Freshman Team en 2017.
- 2 fois SEC All-Defensive Team en 2017 et 2018.

#### NBA
- NBA All-Defensive Second Team en 2022.
- Champion de la Conférence Est en 2022

## Statistiques

### Université
| Saison    | Équipe    | Matchs | Titul. | Min./m | % Tir | % 3pts | % LF | Rbds/m. | Pass/m. | Int/m. | Ctr/m. | Pts/m. |
| --------- | --------- | ------ | ------ | ------ | ----- | ------ | ---- | ------- | ------- | ------ | ------ | ------ |
| 2016-2017 | Texas A&M | 31     | 17     | 25,8   | 55,8  | 11,1   | 59,0 | 8,20    | 1,40    | 0,70   | 2,50   | 11,90  |
| 2017-2018 | Texas A&M | 30     | 23     | 25,6   | 66,8  | 0,0    | 47,1 | 9,20    | 1,40    | 0,80   | 2,60   | 10,40  |
| Carrière  | Carrière  | 61     | 40     | 25,7   | 62,4  | 6,7    | 54,1 | 8,70    | 1,40    | 0,70   | 2,50   | 11,10  |

### NBA

#### Saison régulière
| Saison    | Équipe   | Matchs | Titul. | Min./m | % Tir | % 3pts | % LF | Rbds/m. | Pass/m. | Int/m. | Ctr/m. | Pts/m. |
| --------- | -------- | ------ | ------ | ------ | ----- | ------ | ---- | ------- | ------- | ------ | ------ | ------ |
| 2018-2019 | Boston   | 32     | 2      | 8,8    | 70,6  | 0,0    | 60,0 | 2,50    | 0,20    | 0,30   | 1,30   | 2,50   |
| 2019-2020 | Boston   | 29     | 1      | 13,4   | 72,7  | 0,0    | 64,7 | 4,40    | 0,90    | 0,80   | 1,20   | 5,20   |
| 2020-2021 | Boston   | 52     | 13     | 18,9   | 72,1  | 0,0    | 61,6 | 6,90    | 1,80    | 0,80   | 1,80   | 8,00   |
| 2021-2022 | Boston   | 61     | 61     | 29,6   | 73,6  | 0,0    | 72,2 | 9,60    | 2,00    | 0,90   | 2,20   | 10,00  |
| 2022-2023 | Boston   | 35     | 20     | 23,5   | 74,7  | 0,0    | 61,0 | 8,30    | 1,40    | 0,60   | 1,40   | 8,00   |
| 2023-2024 | Portland | 6      | 0      | 19,8   | 65,4  | –      | 77,8 | 6,30    | 0,80    | 1,20   | 1,20   | 6,80   |
| Carrière  | Carrière | 215    | 97     | 20,5   | 72,9  | 0,0    | 66,0 | 6,90    | 1,40    | 0,70   | 1,70   | 7,30   |

#### Playoffs
| Saison   | Équipe   | Matchs | Titul. | Min./m | % Tir | % 3pts | % LF  | Rbds/m. | Pass/m. | Int/m. | Ctr/m. | Pts/m. |
| -------- | -------- | ------ | ------ | ------ | ----- | ------ | ----- | ------- | ------- | ------ | ------ | ------ |
| 2019     | Boston   | 3      | 0      | 4,3    | 50,0  | 0,0    | 100,0 | 2,30    | 0,00    | 0,00   | 0,00   | 1,30   |
| 2020     | Boston   | 13     | 0      | 11,5   | 74,2  | 0,0    | 33,3  | 3,90    | 0,80    | 0,20   | 0,50   | 3,70   |
| 2021     | Boston   | 3      | 0      | 15,3   | 64,3  | 0,0    | 50,0  | 5,00    | 0,70    | 0,30   | 3,00   | 6,30   |
| 2022     | Boston   | 17     | 15     | 23,2   | 67,9  | 0,0    | 89,3  | 6,20    | 1,00    | 0,70   | 2,20   | 7,70   |
| 2023     | Boston   | 20     | 4      | 20,9   | 78,8  | 0,0    | 67,9  | 6,00    | 1,00    | 0,50   | 1,30   | 7,70   |
| Carrière | Carrière | 56     | 19     | 18,2   | 72,9  | 0,0    | 74,2  | 5,30    | 0,90    | 0,40   | 1,40   | 6,30   |

## Records sur une rencontre en NBA
Les records personnels de Robert Williams III en NBA sont les suivants, :
| Type de statistique        | Saison régulière | Saison régulière                  | Saison régulière | Playoffs | Playoffs                 | Playoffs      |
| Type de statistique        | Record           | Adversaire                        | Date             | Record   | Adversaire               | Date          |
| -------------------------- | ---------------- | --------------------------------- | ---------------- | -------- | ------------------------ | ------------- |
| Points                     | 21               | Cavaliers de Cleveland            | 22 décembre 2021 | 18       | @ Heat de Miami          | 17 mai 2022   |
| Paniers marqués            | 10               | Cavaliers de Cleveland            | 22 décembre 2021 | 6        | @ Heat de Miami          | 17 mai 2022   |
| Paniers tentés             | 12               | 3 fois                            | 3 fois           | 9        | @ Bucks de Milwaukee     | 7 mai 2022    |
| Paniers à 3 points réussis | -                | -                                 | -                | -        | -                        | -             |
| Paniers à 3 points tentés  | 1                | 3 fois                            | 3 fois           | 1        | 2 fois                   | 2 fois        |
| Lancers francs réussis     | 6                | 2 fois                            | 2 fois           | 6        | @ Heat de Miami          | 17 mai 2022   |
| Lancers francs tentés      | 8                | 2 fois                            | 2 fois           | 7        | @ Heat de Miami          | 17 mai 2022   |
| Rebonds offensifs          | 10               | Clippers de Los Angeles           | 29 décembre 2021 | 5        | 3 fois                   | 3 fois        |
| Rebonds défensifs          | 13               | @ Pelicans de La Nouvelle-Orléans | 29 janvier 2022  | 8        | Warriors de Golden State | 10 juin 2022  |
| Rebonds totaux             | 17               | @ Hawks d'Atlanta                 | 23 avril 2023    | 15       | Warriors de Golden State | 23 avril 2023 |
| Passes décisives           | 10               | Suns de Phoenix                   | 31 décembre 2021 | 4        | 2 fois                   | 2 fois        |
| Interceptions              | 5                | Nuggets de Denver                 | 16 février 2021  | 3        | Warriors de Golden State | 8 juin 2022   |
| Contres                    | 7                | @ Knicks de New York              | 6 janvier 2022   | 9        | @ Nets de Brooklyn       | 22 mai 2021   |
| Balles perdues             | 6                | @ Clippers de Los Angeles         | 8 décembre 2021  | 2        | 2 fois                   | 2 fois        |
| Minutes jouées             | 45               | @ Knicks de New York              | 20 octobre 2021  | 33       | Warriors de Golden State | 16 juin 2022  |

- Double-double : 35 (dont 1 en playoffs)
- Triple-double : 1

Dernière mise à jour : 23 avril 2023